# Knutpunkt (konferens)
Den första av den årligen återkommande nordiska lajvkonferensen Knutpunkt (Knutpunkt, Knutepunkt, Knudepunkt eller Solmukohta beroende på värdland) hölls 1997 i Oslo.
Knutpunkt har etablerat och stärkt den nordiska lajvstilens särdrag: skepsis mot regler, minimiering av strid och magi samt förkastande av anakronism i såväl utrustning som spel.[källa behövs] Under senare år har debatten behandlat rollspelsmediets möjligheter och begränsningar inom så skilda områden som performancekonst, politisk aktivism och pedagogik.

## Kongresstäder
- Knutepunkt 1997 Oslo, Norge.
- Knutpunkt 1998 Stockholm, Sverige.
- Knudepunkt 1999 Köpenhamn, Danmark.
- Solmukohta 2000 Helsingfors, Finland.
- Knutepunkt 2001 Oslo, Norge.
- Knutpunkt 2002 Stockholm, Sverige.
- Knudepunkt 2003 Köpenhamn, Danmark.
- Solmukohta 2004, Esbo, Finland.
- Knutepunkt 2005 Oslo, Norge.
- Knutpunkt 2006 Barnens ö, Sverige.
- Knudepunkt 2007, Helsinge, Danmark.
- Solmukohta 2008, Finland.
- Knutepunkt 2009 Oslo, Norge.
- Knutpunkt 2010 Fiskeboda, Sverige.
- Knudepunkt 2011, Helsinge, Danmark.
- Solmukohta 2012, Nurmijärvi, Finland.
- Knutepunkt 2013, Haraldvangen, Norge.
- Knutpunkt 2014, Halmstad, Sverige.
- Knudepunkt 2015, Ringe, Danmark.
- Solmukohta 2016, Baltic Sea, Finland.
- Knutepunkt 2017, Oslo, Norge.
- Knutpunkt 2018, Lund, Sverige.
- Knudepunkt 2019, Vejen, Danmark.
- Solmukohta 2020, online på grund av covid-19-pandemin.
- Knutepunkt 2021, Akershus, Norge.
- Knutpunkt 2022, Linköping, Sverige.
- Knudepunkt 2023, Vejen, Danmark.

## Publikationer
Vissa Knutpunktkonferenser har utgivit böcker.
- Morten Gade, Line Thorup & Mikkel Sander, red (2003). As Larp Grows Up. ISBN 87-989377-0-7. Arkiverad från originalet den 18 juli 2006. https://web.archive.org/web/20060718051716/http://www.laivforum.dk/kp03_book/. Läst 3 november 2006 Arkiverad 18 juli 2006 hämtat från the Wayback Machine.
- Markus Montola & Jaakko Stenros, red (2004). Beyond Role and Play. ISBN 952-91-6842-X. Arkiverad från originalet den 15 juni 2006. https://web.archive.org/web/20060615144314/http://www.ropecon.fi/brap/. Läst 3 november 2006 Arkiverad 15 juni 2006 hämtat från the Wayback Machine.
- Petter Bøckman & Ragnhild Hutchison, red (2005). Dissecting Larp. ISBN 82-997102-0-0 (tryck) ISBN 82-997102-1-9 (online). http://knutepunkt.laiv.org/
- Thorbiörn Fritzon & Tobias Wrigstad, red (2006). Role, Play, Art. ISBN 91-631-8853-8 (online). http://jeepen.org/kpbook/
- Jesper Donnis, Morten Gade & Line Thorup, red (2007). Lifelike. ISBN 978-87-989377-1-5. http://www.laivforum.dk/kp07book/[död länk]
- Jaakko Stenros & Markus Montola, red (2008). Playground Worlds. ISBN 978-952-92-3579-7 (tryck) ISBN 978-952-92-3580-3 (online)
- Matthijs Holter, Eirik Fatland & Even Tømte, red (2009). Larp, the Universe and Everything. ISBN 978-82-997102-2-0